# Lite nostalgi
Lite nostalgi är ett album av Streaplers, släppt 1991. Innehåller bland annat Streaplers -91 Super Hit-Mix med gästsångare som: Gert Lengstrand, Robert Löfvendahl, Bjarne Lundqvist och Ove Pilebo.

## Låtlista
1. Såg okej, Marie (Gunnarsson-Lord)
2. Mot okänt mål (Rytterström-Almgren)
3. Min egen ängel (Gonna find my angel)(Norell/Oson/Bard-Lengstrand)
4. En gång (Hans Rytterström)
5. Som en Tornado (Gunnarsson-Lord)
6. Tell Laura I love her (Barry-Raleigh)
7. Mister du en vän (Gunnarsson-Lord)
8. Streaplers -91 Super Hit-Mix
  - Diggity doggety (Bill Erman)
  - Mule Skinner blues (Rodgers)
  - Rockin' Robin (Thomas)
  - Three steps to heaven (Cochran)
  - De tusen öars land (Burgess-Belafonte-Edling)
  - Va' har du under blusen Rut (Witoslav)
  - Bara femton år (Wallebom-Lengstrand)
  - Alltid på väg (Hitchin a ride) (Murray-Albert)
  - Lady banana (Kluger-Vangarde-Lengstrand)
  - Älskar, älskar inte (Hans Rytterström)
9. Fest på logen (Hans Larsson-Gert Lengstrand)
10. Sista dansen (Gert Lengstrand)
11. Du behöver bara be mej (Break up) (Rich-Lengstrand)
12. Hele lvet med deg (Terje Tysland)
13. Samma vägar ska vi gå (Lasse Larsson-Gert Lengstrand)
14. Våren 1962 (Gert Lengstrand)